# أحمد آباد صولت
أحمد أباد صولت هي مدينة في مقاطعة تربت جام، إيران. عدد سكان هذه المدينة هو 8,326 في سنة 2016.